# ویلکیه اوچه
ویلکیه اوچه (به لاتین: Wielkie Oczy) یک روستا در لهستان است که در گمینا ویلکیه اوچه واقع شده‌است. ویلکیه اوچه ۸۸۰ نفر جمعیت دارد.